# 紀元前795年
紀元前795年（きげんぜん795ねん）は、西暦による年。

## 他の紀年法
- 干支 : 丙午
- 中国
  - 周 - 宣王33年
  - 魯 - 孝公12年
  - 斉 - 成公9年
  - 晋 - 穆侯17年
  - 秦 - 荘公27年
  - 楚 - 熊咢5年
  - 宋 - 戴公5年
  - 衛 - 武公18年
  - 陳 - 武公元年
  - 蔡 - 釐侯15年
  - 曹 - 恵伯元年
  - 鄭 - 桓公12年
  - 燕 - 釐侯32年
- 朝鮮
  - 檀紀1539年
- ユダヤ暦 : 2966年 - 2967年